# Saison 2012-2013 de l'ES Troyes AC
Chronologie
Saison précédente Saison suivante
La saison 2012-2013 de l'ES Troyes AC, club de football français, voit l'équipe évoluer en Ligue 1.

## Transferts

### Été 2012
Le mercato débute le 13 juin 2012.
| Nom                      | Nationalité | Transfert   | Provenance/Destination           | Division                         |
| Arrivées                 |             |             |                                  |                                  |
| Mohamed Yattara          | Guinée      | Prêt        | Olympique lyonnais               | Ligue 1                          |
| Benjamin Nivet           | France      | Transfert   | SM Caen                          | Ligue 2                          |
| Stéphane Darbion         | France      | Transfert   | Skoda Xanthi FC                  | Championnat de Grèce de football |
| Jérémie Bréchet          | France      | Transfert   | FC Sochaux                       | Ligue 1                          |
| Matthieu Dreyer          | France      | Transfert   | EFC Fréjus SR                    | National                         |
| Georges Gope-Fenepej     | France      | Transfert   | AS Magenta                       | Division d'Honneur               |
| Jean-Christophe Bahebeck | France      | Prêt        | Paris SG                         | Ligue 1                          |
| Granddi Ngoyi            | France      | Transfert   | Paris SG                         | Ligue 1                          |
| Départs                  |             |             |                                  |                                  |
| Raphaël Caceres          | France      | Retour Prêt | Dijon FCO                        | Ligue 2                          |
| Claudio Beauvue          | France      | Transfert   | LB Châteauroux                   | Ligue 2                          |
| Djibril Sidibé           | France      | Transfert   | Lille OSC                        | Ligue 1                          |
| Sega Keita               | France      | Prêt        | FC Rouen 1899                    | National                         |
| Olivier Blondel          | France      | Transfert   | Toulouse FC                      | Ligue 1                          |
| W. Rother                | France      | Prêt        | SAS Epinal                       | National                         |
| S. Petshi                | France      | Prêt        | US Orléans                       | National                         |
| A. Phillipon             | France      | Prêt        | Union sportive Créteil-Lusitanos | National                         |
| Baretto                  | France      | Prêt        | EFC Fréjus SR                    | National                         |

| Nom      | Nationalité | Transfert | Provenance/Destination | Division |
| Arrivées |             |           |                        |          |

## Préparation d'avant-saison
La reprise de l'entraînement est fixée au 28 juin 2011.

### Matchs amicaux
| Match amical | ES Troyes AC | 0 - 0 | Stade brestois 29 |  |
| 07/07/2012   |              |       |                   |  |

| Match amical | ES Troyes AC | 2 - 0 | Red Star 93 |  |
| 14/07/2012   |              |       |             |  |

| Match amical | ES Troyes AC | 0 - 3 | Dijon FCO |  |
| 18/07/2012   |              |       |           |  |

| Match amical | ES Troyes AC | 1 - 1 | AS Nancy-Lorraine |  |
| 25/07/2012   |              |       |                   |  |

| Match amical | ES Troyes AC | 0 - 1 | Lille OSC |  |
| 21/07/2012   |              |       |           |  |

| Match amical | ES Troyes AC | 1 - 2 | Union sportive Créteil-Lusitanos |  |
| 28/07/2012   |              |       |                                  |  |

| Match amical | ES Troyes AC | 1 - 2 | UNFP |  |
| 04/08/2012   |              |       |      |  |

## Ligue 1

### Phase aller
| 1re journée                             | ES Troyes AC              | 0 - 1   | Valenciennes FC  |                                                                |                                                                |
| 11/08/12 · 21:00 · 16e place, 0 point · | · Othon 26e · Nsakala 85e | (0 - 1) | 34e (csc) Rincon | Stade de l'Aube Spectateurs : 10 602 Arbitrage : Mikael Lesage | Stade de l'Aube Spectateurs : 10 602 Arbitrage : Mikael Lesage |
| 11/08/12 · 21:00 · 16e place, 0 point · |                           |         |                  | Stade de l'Aube Spectateurs : 10 602 Arbitrage : Mikael Lesage | Stade de l'Aube Spectateurs : 10 602 Arbitrage : Mikael Lesage |

| 2e journée                              | Olympique lyonnais                                                        | 4 - 1   | ES Troyes AC                  |                                                              |                                                              |
| 18/08/12 · 20:00 · 20e place, 0 point · | Gomis 51e · Bastos 65e · Lopez 89e · Gomis 93e · Fofana 54e · Grenier 80e | (0 - 0) | 47e Bahebeck · 68e Faussurier | Stade Gerland Spectateurs : 25 186 Arbitrage : Benoît Millot | Stade Gerland Spectateurs : 25 186 Arbitrage : Benoît Millot |
| 18/08/12 · 20:00 · 20e place, 0 point · |                                                                           |         |                               | Stade Gerland Spectateurs : 25 186 Arbitrage : Benoît Millot | Stade Gerland Spectateurs : 25 186 Arbitrage : Benoît Millot |

| 3e journée                              | ES Troyes AC                                  | 2 - 2   | FC Lorient                                      |                                                               |                                                               |
| 25/08/12 · 20:00 · 19e place, 1 point · | Nivet 3e · Obbadi 52e · Ngoyi 14e · Nivet 83e | (1 - 1) | 18e Barthelme · 62e (pen.) Mveuenba · 40e Romao | Stade de l'Aube Spectateurs : 10 169 Arbitrage : Saïd Ennjimi | Stade de l'Aube Spectateurs : 10 169 Arbitrage : Saïd Ennjimi |
| 25/08/12 · 20:00 · 19e place, 1 point · |                                               |         |                                                 | Stade de l'Aube Spectateurs : 10 169 Arbitrage : Saïd Ennjimi | Stade de l'Aube Spectateurs : 10 169 Arbitrage : Saïd Ennjimi |

| 4e journée                              | Stade brestois 29            | 2 - 1   | ES Troyes AC                                                    |                                                                      |                                                                      |
| 01/09/12 · 20:00 · 19e place, 1 point · | Ben Basat 11e · Dernis 90+4e | (1 - 0) | 66e Obbadi · 28e Nivet · 40e Nsakala · 61e Bréchet · 80e Obbadi | Stade Francis-Le Blé Spectateurs : 11 059 Arbitrage : Amaury Delerue | Stade Francis-Le Blé Spectateurs : 11 059 Arbitrage : Amaury Delerue |
| 01/09/12 · 20:00 · 19e place, 1 point · |                              |         |                                                                 | Stade Francis-Le Blé Spectateurs : 11 059 Arbitrage : Amaury Delerue | Stade Francis-Le Blé Spectateurs : 11 059 Arbitrage : Amaury Delerue |

| 5e journée                               | ES Troyes AC         | 1 - 1   | Lille OSC                |                                                                        |                                                                        |
| 15/09/12 · 20:00 · 20e place, 2 points · | Grax 88e · Camus 81e | (0 - 1) | 38e Payet · 70e Pedretti | Stade de l'Aube Spectateurs : 11 213 Arbitrage : Jean-Charles Cailleux | Stade de l'Aube Spectateurs : 11 213 Arbitrage : Jean-Charles Cailleux |
| 15/09/12 · 20:00 · 20e place, 2 points · |                      |         |                          | Stade de l'Aube Spectateurs : 11 213 Arbitrage : Jean-Charles Cailleux | Stade de l'Aube Spectateurs : 11 213 Arbitrage : Jean-Charles Cailleux |

| 6e journée                               | FC Sochaux                                            | 3 - 1 | ES Troyes AC                                |                                                                    |                                                                    |
| 22/09/12 · 20:00 · 20e place, 2 points · | Roudet 8e · Bakambu 54e · Bakambu 70e · Rousillon 80e | (1-1) | 34e Faussurier · 56e Bahebeck · 79e Brechet | Stade Auguste-Bonal Spectateurs : 12 813 Arbitrage : Philippe Kalt | Stade Auguste-Bonal Spectateurs : 12 813 Arbitrage : Philippe Kalt |
| 22/09/12 · 20:00 · 20e place, 2 points · |                                                       |       |                                             | Stade Auguste-Bonal Spectateurs : 12 813 Arbitrage : Philippe Kalt | Stade Auguste-Bonal Spectateurs : 12 813 Arbitrage : Philippe Kalt |

| 7e journée                               | ES Troyes AC | 0 - 2   | Toulouse FC                  |                                                               |                                                               |
| 29/09/12 · 20:00 · 20e place, 2 points · | · Camus 56e  | (0 - 0) | 65e Ben Yedder · 74e Riviere | Stade de l'Aube Spectateurs : 17 087 Arbitrage : Ruddy Buquet | Stade de l'Aube Spectateurs : 17 087 Arbitrage : Ruddy Buquet |
| 29/09/12 · 20:00 · 20e place, 2 points · |              |         |                              | Stade de l'Aube Spectateurs : 17 087 Arbitrage : Ruddy Buquet | Stade de l'Aube Spectateurs : 17 087 Arbitrage : Ruddy Buquet |

| 8e journée                               | SC Bastia                                                                 | 3 - 2   | ES Troyes AC                                              |                                                                    |                                                                    |
| 06/10/12 · 20:00 · 20e place, 2 points · | Rincon 17e (csc) · Modeste 37e · Maoulida 88e · Angoula 33e · Choplin 47e | (2 - 1) | 26e Marcos · 48e (pen.) Marcos · 52e Nsakala · 62e Thiago | Stade Armand Cesari Spectateurs : 13 326 Arbitrage : Mikael Lesage | Stade Armand Cesari Spectateurs : 13 326 Arbitrage : Mikael Lesage |
| 06/10/12 · 20:00 · 20e place, 2 points · |                                                                           |         |                                                           | Stade Armand Cesari Spectateurs : 13 326 Arbitrage : Mikael Lesage | Stade Armand Cesari Spectateurs : 13 326 Arbitrage : Mikael Lesage |

| 9e journée                               | ES Troyes AC          | 1 - 0 | Olympique de Marseille |                                                                |                                                                |
| 21/10/12 · 21:00 · 19e place, 5 points · | Nivet 89e · Nivet 87e | (0-0) | · 80e Nkoulou          | Stade de l'Aube Spectateurs : 17 462 Arbitrage : Wilfried Bien | Stade de l'Aube Spectateurs : 17 462 Arbitrage : Wilfried Bien |
| 21/10/12 · 21:00 · 19e place, 5 points · |                       |       |                        | Stade de l'Aube Spectateurs : 17 462 Arbitrage : Wilfried Bien | Stade de l'Aube Spectateurs : 17 462 Arbitrage : Wilfried Bien |

| 10e journée                              | Stade de Reims | 1 - 1 | ES Troyes AC                         |                                                                     |                                                                     |
| 27/10/12 · 20:00 · 19e place, 6 points · | Mandi 29e      | (1-0) | 63e Camus · 67e Yattara · 80e Obbadi | Stade Auguste-Delaune Spectateurs : 14 495 Arbitrage : Tony Chapron | Stade Auguste-Delaune Spectateurs : 14 495 Arbitrage : Tony Chapron |
| 27/10/12 · 20:00 · 19e place, 6 points · |                |       |                                      | Stade Auguste-Delaune Spectateurs : 14 495 Arbitrage : Tony Chapron | Stade Auguste-Delaune Spectateurs : 14 495 Arbitrage : Tony Chapron |

| 11e journée                              | ES Troyes AC           | 1 - 1 | Montpellier HSC                            |                                                                |                                                                |
| 03/11/12 · 20:00 · 19e place, 7 points · | Camus 41e · Thiago 69e | (1-1) | 19e Belhanda · 55e Saihi · 61e Charbonnier | Stade de l'Aube Spectateurs : 10 446 Arbitrage : Benoît Millot | Stade de l'Aube Spectateurs : 10 446 Arbitrage : Benoît Millot |
| 03/11/12 · 20:00 · 19e place, 7 points · |                        |       |                                            | Stade de l'Aube Spectateurs : 10 446 Arbitrage : Benoît Millot | Stade de l'Aube Spectateurs : 10 446 Arbitrage : Benoît Millot |

| 12e journée                              | AS Saint-Etienne                          | 2 - 0 | ES Troyes AC             |                                                                       |                                                                       |
| 10/11/12 · 20:00 · 19e place, 7 points · | Cohade 46e · Aubameyang 88e · Brandão 51e | (0-0) | · 5e Rincon · 80e Marcos | Stade Geoffroy-Guichard Spectateurs : 22 438 Arbitrage : Ruddy Buquet | Stade Geoffroy-Guichard Spectateurs : 22 438 Arbitrage : Ruddy Buquet |
| 10/11/12 · 20:00 · 19e place, 7 points · |                                           |       |                          | Stade Geoffroy-Guichard Spectateurs : 22 438 Arbitrage : Ruddy Buquet | Stade Geoffroy-Guichard Spectateurs : 22 438 Arbitrage : Ruddy Buquet |

| 13e journée                                | ES Troyes AC                                                         | 3-3   | AS Nancy-Lorraine                                             |                                                                    |                                                                    |
| 17/11/2012 · 20:00 · 19e place, 8 points · | Ngoyi 20e · Nivet 81e · Nivet 87e (pen.) · Saunier 24e · Ngoyi 90+1e | (1-3) | 32e Puygrenier · 33e Mollo · 45+1e Andre Luiz · 44e Moukandjo | Stade de l'Aube Spectateurs : 11 686 Arbitrage : Nicolas Rainville | Stade de l'Aube Spectateurs : 11 686 Arbitrage : Nicolas Rainville |
| 17/11/2012 · 20:00 · 19e place, 8 points · |                                                                      |       |                                                               | Stade de l'Aube Spectateurs : 11 686 Arbitrage : Nicolas Rainville | Stade de l'Aube Spectateurs : 11 686 Arbitrage : Nicolas Rainville |

| 14e journée                              | Paris SG                                                                                   | 4 -0  | ES Troyes AC |                                                                     |                                                                     |
| 24/11/12 · 17:00 · 19e place, 8 points · | Maxwell 17e · Matuidi 63e · Ibrahimović 70e · Ibrahimović 88e · Pastore 15e · Verratti 18e | (1-0) |              | Parc des Princes Spectateurs : 39 588 Arbitrage : Bartolomeu Varela | Parc des Princes Spectateurs : 39 588 Arbitrage : Bartolomeu Varela |
| 24/11/12 · 17:00 · 19e place, 8 points · |                                                                                            |       |              | Parc des Princes Spectateurs : 39 588 Arbitrage : Bartolomeu Varela | Parc des Princes Spectateurs : 39 588 Arbitrage : Bartolomeu Varela |

| 15e journée                              | ES Troyes AC                                                  | 2 - 3 | Stade rennais FC                                                                                     |                                                                   |                                                                   |
| 02/12/12 · 17:00 · 19e place, 8 points · | Nivet 24e · Darbion 40e · Saunier 54e · Marcos 76e · Jean 90e | (2-0) | 48e Alessandrini · 81e Féret · 89e Pitroipa · 24e Makoun · 40e Pitroipa · 43e Kana-Biyik · 69e Pajot | Stade de l'Aube Spectateurs : 12 029 Arbitrage : Alexandre Castro | Stade de l'Aube Spectateurs : 12 029 Arbitrage : Alexandre Castro |
| 02/12/12 · 17:00 · 19e place, 8 points · |                                                               |       | | Stade de l'Aube Spectateurs : 12 029 Arbitrage : Alexandre Castro | Stade de l'Aube Spectateurs : 12 029 Arbitrage : Alexandre Castro |

| 16e journée                              | ES Troyes AC             | 1 - 1 | OGC Nice                            |                                                                 |                                                                 |
| 08/12/12 · 20:00 · 19e place, 9 points · | Darbion 31e · Obbadi 44e | (1-0) | 90+2e Cvitanich · 58e Kolodziejczak | Stade de l'Aube Spectateurs : 10 162 Arbitrage : Clément Turpin | Stade de l'Aube Spectateurs : 10 162 Arbitrage : Clément Turpin |
| 08/12/12 · 20:00 · 19e place, 9 points · |                          |       |                                     | Stade de l'Aube Spectateurs : 10 162 Arbitrage : Clément Turpin | Stade de l'Aube Spectateurs : 10 162 Arbitrage : Clément Turpin |

| 17e journée                              | Évian TG                  | 2 - 0 | ES Troyes AC   |                                                                          |                                                                          |
| 12/12/12 · 19:00 · 20e place, 9 points · | Barbosa 30e · Barbosa 71e | (1-0) | · 78e N'Sakala | Parc des Sports d'Annecy Spectateurs : 9 342 Arbitrage : Lionel Jaffredo | Parc des Sports d'Annecy Spectateurs : 9 342 Arbitrage : Lionel Jaffredo |
| 12/12/12 · 19:00 · 20e place, 9 points · |                           |       |                | Parc des Sports d'Annecy Spectateurs : 9 342 Arbitrage : Lionel Jaffredo | Parc des Sports d'Annecy Spectateurs : 9 342 Arbitrage : Lionel Jaffredo |

| 18e journée                               | ES Troyes AC                                       | 3 - 2 | AC Ajaccio                                                  |                                                                |                                                                |
| 15/12/12 · 20:00 · 19e place, 12 points · | Darbion 34e · Nivet 39e · Camus 45+1e · Marcos 74e | (3-0) | 90e Lasne · 90+3e Cavalli · 23e Pierazzi · 42e Belghazouani | Stade de l'Aube Spectateurs : 17 474 Arbitrage : Fredy Fautrel | Stade de l'Aube Spectateurs : 17 474 Arbitrage : Fredy Fautrel |
| 15/12/12 · 20:00 · 19e place, 12 points · |                                                    |       |                                                             | Stade de l'Aube Spectateurs : 17 474 Arbitrage : Fredy Fautrel | Stade de l'Aube Spectateurs : 17 474 Arbitrage : Fredy Fautrel |

| 19e journée                                | Girondins de Bordeaux | - | ES Troyes AC |                 |                 |
| 22/12/12 20:00 Modèle:Tion e place, points | · Erreur d’expression : opérateur >= inattendu.Erreur d’expression : opérateur >= inattendu.Erreur d’expression : opérateur >= inattendu. |   | · Erreur d’expression : opérateur >= inattendu.Erreur d’expression : opérateur >= inattendu.Erreur d’expression : opérateur >= inattendu. | Stade de l'Aube | Stade de l'Aube |
| 22/12/12 20:00 Modèle:Tion e place, points | [] |   | | Stade de l'Aube | Stade de l'Aube |

### Phase Retour
| 20e journée                               | ES Troyes AC | - | Olympique lyonnais |                 |                 |
| 12/01/13 20:00 Modèle:Tion e place, point | · Erreur d’expression : opérateur >= inattendu.Erreur d’expression : opérateur >= inattendu.Erreur d’expression : opérateur >= inattendu. |   | · Erreur d’expression : opérateur >= inattendu.Erreur d’expression : opérateur >= inattendu.Erreur d’expression : opérateur >= inattendu. | Stade de l'Aube | Stade de l'Aube |
| 12/01/13 20:00 Modèle:Tion e place, point | [] |   | | Stade de l'Aube | Stade de l'Aube |

| 21e journée                               | FC Lorient | - | ES Troyes AC |  |  |
| 19/01/13 20:00 Modèle:Tion e place, point | · Erreur d’expression : opérateur >= inattendu.Erreur d’expression : opérateur >= inattendu.Erreur d’expression : opérateur >= inattendu. |   | · Erreur d’expression : opérateur >= inattendu.Erreur d’expression : opérateur >= inattendu.Erreur d’expression : opérateur >= inattendu. |  |  |
| 19/01/13 20:00 Modèle:Tion e place, point | [] |   | |  |  |

| 22e journée                               | ES Troyes AC | - | Stade brestois 29 |                 |                 |
| 26/01/13 20:00 Modèle:Tion e place, point | · Erreur d’expression : opérateur >= inattendu.Erreur d’expression : opérateur >= inattendu.Erreur d’expression : opérateur >= inattendu. |   | · Erreur d’expression : opérateur >= inattendu.Erreur d’expression : opérateur >= inattendu.Erreur d’expression : opérateur >= inattendu. | Stade de l'Aube | Stade de l'Aube |
| 26/01/13 20:00 Modèle:Tion e place, point | [] |   | | Stade de l'Aube | Stade de l'Aube |

| 23e journée                               | Lille OSC | - | ES Troyes AC |  |  |
| 02/02/13 20:00 Modèle:Tion e place, point | · Erreur d’expression : opérateur >= inattendu.Erreur d’expression : opérateur >= inattendu.Erreur d’expression : opérateur >= inattendu. |   | · Erreur d’expression : opérateur >= inattendu.Erreur d’expression : opérateur >= inattendu.Erreur d’expression : opérateur >= inattendu. |  |  |
| 02/02/13 20:00 Modèle:Tion e place, point | [] |   | |  |  |

| 24e journée                               | ES Troyes AC | - | FC Sochaux |                 |                 |
| 09/02/13 20:00 Modèle:Tion e place, point | · Erreur d’expression : opérateur >= inattendu.Erreur d’expression : opérateur >= inattendu.Erreur d’expression : opérateur >= inattendu. |   | · Erreur d’expression : opérateur >= inattendu.Erreur d’expression : opérateur >= inattendu.Erreur d’expression : opérateur >= inattendu. | Stade de l'Aube | Stade de l'Aube |
| 09/02/13 20:00 Modèle:Tion e place, point | [] |   | | Stade de l'Aube | Stade de l'Aube |

| 25e journée                               | Toulouse FC | - | ES Troyes AC |  |  |
| 16/02/13 20:00 Modèle:Tion e place, point | · Erreur d’expression : opérateur >= inattendu.Erreur d’expression : opérateur >= inattendu.Erreur d’expression : opérateur >= inattendu. |   | · Erreur d’expression : opérateur >= inattendu.Erreur d’expression : opérateur >= inattendu.Erreur d’expression : opérateur >= inattendu. |  |  |
| 16/02/13 20:00 Modèle:Tion e place, point | [] |   | |  |  |

| 26e journée                               | ES Troyes AC | - | SC Bastia |                 |                 |
| 23/02/13 20:00 Modèle:Tion e place, point | · Erreur d’expression : opérateur >= inattendu.Erreur d’expression : opérateur >= inattendu.Erreur d’expression : opérateur >= inattendu. |   | · Erreur d’expression : opérateur >= inattendu.Erreur d’expression : opérateur >= inattendu.Erreur d’expression : opérateur >= inattendu. | Stade de l'Aube | Stade de l'Aube |
| 23/02/13 20:00 Modèle:Tion e place, point | [] |   | | Stade de l'Aube | Stade de l'Aube |

| 27e journée                               | Olympique de Marseille | - | ES Troyes AC |  |  |
| 02/03/13 20:00 Modèle:Tion e place, point | · Erreur d’expression : opérateur >= inattendu.Erreur d’expression : opérateur >= inattendu.Erreur d’expression : opérateur >= inattendu. |   | · Erreur d’expression : opérateur >= inattendu.Erreur d’expression : opérateur >= inattendu.Erreur d’expression : opérateur >= inattendu. |  |  |
| 02/03/13 20:00 Modèle:Tion e place, point | [] |   | |  |  |

| 28e journée                               | ES Troyes AC | - | Stade de Reims |                 |                 |
| 09/03/13 20:00 Modèle:Tion e place, point | · Erreur d’expression : opérateur >= inattendu.Erreur d’expression : opérateur >= inattendu.Erreur d’expression : opérateur >= inattendu. |   | · Erreur d’expression : opérateur >= inattendu.Erreur d’expression : opérateur >= inattendu.Erreur d’expression : opérateur >= inattendu. | Stade de l'Aube | Stade de l'Aube |
| 09/03/13 20:00 Modèle:Tion e place, point | [] |   | | Stade de l'Aube | Stade de l'Aube |

| 29e journée                               | Montpellier HSC | - | ES Troyes AC |  |  |
| 16/03/13 20:00 Modèle:Tion e place, point | · Erreur d’expression : opérateur >= inattendu.Erreur d’expression : opérateur >= inattendu.Erreur d’expression : opérateur >= inattendu. |   | · Erreur d’expression : opérateur >= inattendu.Erreur d’expression : opérateur >= inattendu.Erreur d’expression : opérateur >= inattendu. |  |  |
| 16/03/13 20:00 Modèle:Tion e place, point | [] |   | |  |  |

| 30e journée                               | ES Troyes AC | - | AS Saint-Etienne |                 |                 |
| 30/03/13 20:00 Modèle:Tion e place, point | · Erreur d’expression : opérateur >= inattendu.Erreur d’expression : opérateur >= inattendu.Erreur d’expression : opérateur >= inattendu. |   | · Erreur d’expression : opérateur >= inattendu.Erreur d’expression : opérateur >= inattendu.Erreur d’expression : opérateur >= inattendu. | Stade de l'Aube | Stade de l'Aube |
| 30/03/13 20:00 Modèle:Tion e place, point | [] |   | | Stade de l'Aube | Stade de l'Aube |

| 31e journée                               | AS Nancy-Lorraine | - | ES Troyes AC |                    |                    |
| 06/04/13 20:00 Modèle:Tion e place, point | · Erreur d’expression : opérateur >= inattendu.Erreur d’expression : opérateur >= inattendu.Erreur d’expression : opérateur >= inattendu. |   | · Erreur d’expression : opérateur >= inattendu.Erreur d’expression : opérateur >= inattendu.Erreur d’expression : opérateur >= inattendu. | Stade Marcel Picot | Stade Marcel Picot |
| 06/04/13 20:00 Modèle:Tion e place, point | [] |   | | Stade Marcel Picot | Stade Marcel Picot |

| 32e journée                               | ES Troyes AC | - | Paris SG |                 |                 |
| 13/04/13 20:00 Modèle:Tion e place, point | · Erreur d’expression : opérateur >= inattendu.Erreur d’expression : opérateur >= inattendu.Erreur d’expression : opérateur >= inattendu. |   | · Erreur d’expression : opérateur >= inattendu.Erreur d’expression : opérateur >= inattendu.Erreur d’expression : opérateur >= inattendu. | Stade de l'Aube | Stade de l'Aube |
| 13/04/13 20:00 Modèle:Tion e place, point | [] |   | | Stade de l'Aube | Stade de l'Aube |

| 33e journée                               | Stade rennais FC | - | ES Troyes AC |  |  |
| 21/04/13 20:00 Modèle:Tion e place, point | · Erreur d’expression : opérateur >= inattendu.Erreur d’expression : opérateur >= inattendu.Erreur d’expression : opérateur >= inattendu. |   | · Erreur d’expression : opérateur >= inattendu.Erreur d’expression : opérateur >= inattendu.Erreur d’expression : opérateur >= inattendu. |  |  |
| 21/04/13 20:00 Modèle:Tion e place, point | [] |   | |  |  |

| 34e journée                               | OGC Nice | - | ES Troyes AC |  |  |
| 27/04/13 20:00 Modèle:Tion e place, point | · Erreur d’expression : opérateur >= inattendu.Erreur d’expression : opérateur >= inattendu.Erreur d’expression : opérateur >= inattendu. |   | · Erreur d’expression : opérateur >= inattendu.Erreur d’expression : opérateur >= inattendu.Erreur d’expression : opérateur >= inattendu. |  |  |
| 27/04/13 20:00 Modèle:Tion e place, point | [] |   | |  |  |

| 35e journée                               | ES Troyes AC | - | Évian TG |                 |                 |
| 04/05/13 20:00 Modèle:Tion e place, point | · Erreur d’expression : opérateur >= inattendu.Erreur d’expression : opérateur >= inattendu.Erreur d’expression : opérateur >= inattendu. |   | · Erreur d’expression : opérateur >= inattendu.Erreur d’expression : opérateur >= inattendu.Erreur d’expression : opérateur >= inattendu. | Stade de l'Aube | Stade de l'Aube |
| 04/05/13 20:00 Modèle:Tion e place, point | [] |   | | Stade de l'Aube | Stade de l'Aube |

| 36e journée                               | AC Ajaccio | - | ES Troyes AC |  |  |
| 11/05/13 20:00 Modèle:Tion e place, point | · Erreur d’expression : opérateur >= inattendu.Erreur d’expression : opérateur >= inattendu.Erreur d’expression : opérateur >= inattendu. |   | · Erreur d’expression : opérateur >= inattendu.Erreur d’expression : opérateur >= inattendu.Erreur d’expression : opérateur >= inattendu. |  |  |
| 11/05/13 20:00 Modèle:Tion e place, point | [] |   | |  |  |

| 37e journée                               | ES Troyes AC | - | Girondins de Bordeaux |                 |                 |
| 18/05/13 20:00 Modèle:Tion e place, point | · Erreur d’expression : opérateur >= inattendu.Erreur d’expression : opérateur >= inattendu.Erreur d’expression : opérateur >= inattendu. |   | · Erreur d’expression : opérateur >= inattendu.Erreur d’expression : opérateur >= inattendu.Erreur d’expression : opérateur >= inattendu. | Stade de l'Aube | Stade de l'Aube |
| 18/05/13 20:00 Modèle:Tion e place, point | [] |   | | Stade de l'Aube | Stade de l'Aube |

| 38e journée                               | Valenciennes FC | - | ES Troyes AC |  |  |
| 26/05/13 20:00 Modèle:Tion e place, point | · Erreur d’expression : opérateur >= inattendu.Erreur d’expression : opérateur >= inattendu.Erreur d’expression : opérateur >= inattendu. |   | · Erreur d’expression : opérateur >= inattendu.Erreur d’expression : opérateur >= inattendu.Erreur d’expression : opérateur >= inattendu. |  |  |
| 26/05/13 20:00 Modèle:Tion e place, point | [] |   | |  |  |

## Coupe de la Ligue
| 16e de Finale  | Stade de Reims                              | 1 - 2 | ES Troyes AC |                                                                       |                                                                       |
| 26/09/12 20:55 | Fauvergue 19e · Ghisolfi 49e · Glombard 87e | (1-1) |              | Stade Auguste-Delaune Spectateurs : 6 175 Arbitrage : Lionel Jaffredo | Stade Auguste-Delaune Spectateurs : 6 175 Arbitrage : Lionel Jaffredo |
| 26/09/12 20:55 |                                             |       |              | Stade Auguste-Delaune Spectateurs : 6 175 Arbitrage : Lionel Jaffredo | Stade Auguste-Delaune Spectateurs : 6 175 Arbitrage : Lionel Jaffredo |